# Agematsu (Nagano)
Agematsu (上松町 Agematsu-machi?) es un pueblo en la prefectura de Nagano, Japón, localizado en la parte central de la isla de Honshū, en la región de Chūbu. El 1 de marzo de 2021 tenía una población estimada de 4065 habitantes y una densidad de población de 24 personas por km².

## Geografía
Agematsu se encuentra en una zona montañosa del suroeste de la prefectura de Nagano, bordeada por las montañas Kiso al norte. Es atravesado por el río Kiso.

## Historia
El área de Agematsu actual era parte de la antigua provincia de Shinano. Agematsu-juku se desarrolló como una estación en la ruta Nakasendō que conectaba Edo con Kioto durante el período Edo. La villa moderna de Komagane se estableció el 1 de abril de 1889 mediante el establecimiento del sistema de municipios. La villa se dividió en los pueblos de Komagane y Agematsu el 3 de septiembre de 1922.

## Demografía
Según los datos del censo japonés, la población de Agematsu ha estado disminuyendo constantemente durante los últimos 60 años.
| Gráfica de evolución demográfica de Agematsu entre 1940 y 2015 |
|                                                                |
| Oficina de Estadísticas de Japón                               |